# Rhyacophila torva
Rhyacophila torva là một loài Trichoptera trong họ Rhyacophilidae. Chúng phân bố ở miền Tân bắc.